# 照屋まみ
照屋 まみ（てるや まみ、1986年2月13日 - ）は、日本の元グラビアアイドル、元タレント。活動当時はサンズJr、Big Beat、ぱれっとに所属していた。

## 来歴
沖縄県出身。姉はタレントの照屋友季子。
1998年に井野口 まみの名前でサンズJrからデビュー。その後、2000年にBig Beatへ移籍し、照屋 まみ名義で再デビュー。翌2001年に日テレジェニック2001に選ばれた。
2002年3月末を以て引退した。

## 出演

### テレビ番組
- ワニのこだわり アイドル刑事S（2001年、TBS）[1]
- 24時間テレビ 「愛は地球を救う」（2001年、日本テレビ）
- アンパンマンお姉さん（2001年、日本テレビ）
- THE夜もヒッパレ（2001年、日本テレビ）

### テレビドラマ
- 火曜サスペンス劇場 盲人探偵 松永礼太郎 13「愛する人へ」（2001年、日本テレビ） - 田口恭子 役[2]

### 映画
- 恐怖学園 呪われた理科室（2001年、パル企画）[1]

### CM
- シャウエッセン・クオリティシリーズ 母とケンカ篇（2001年、日本ハム）

## ビデオ・DVD
- Whisper（2001年、バップ）[1]
- 日テレジェニック2001オフィシャル・ヒストリー Memoires Trois（2001年、バップ）

## 書籍

### 写真集
- 沖縄の少女 篠山紀信（1996年、TIS） - 井野口まみ名義[要検証 – ノート]
- Mermaid Club（1998年、TIS） - 井野口まみ名義

### 雑誌
- ヤングマガジンアッパーズ（講談社）
- 週刊少年サンデー（小学館）
- 週刊ヤングマガジン（講談社）
- 週刊プレイボーイ（集英社）
- Zipper（祥伝社）